# Phùng Tập
Phùng Tập (tiếng Trung: 馮習; bính âm: Feng Xi; ? – 222), tự Hưu Nguyên (休元), là tướng lĩnh nhà Quý Hán thời Tam Quốc trong lịch sử Trung Quốc.

## Cuộc đời
Phùng Tập người quận Nam, Kinh Châu  Năm 211, Phùng Tập theo Lưu Bị vào đất Thục, tham gia bình định Tây Xuyên.
Năm 221, Chiêu Liệt đế Lưu Bị đông chinh phạt Ngô, lấy Phùng Tập cùng Ngô Ban làm tiên phong. Phùng Tập, Ngô Ban đánh bại tướng Ngô là Lục Nghị, Lý Dị, Lưu A ở huyện Vu, tiến đến Tỷ Quy.
Đầu năm 222, Phùng Tập giữ chức Lĩnh quân, thống lĩnh các cánh quân, theo Chiêu Liệt đế dời đến Khiêu Đình thuộc huyện Di Đạo lập doanh trại. Hơn 10 ngày sau, quân Hán đại bại, Phùng Tập bị bộ hạ của tướng Ngô là Phan Chương bao vây giết chết. Dương Hí nhận định rằng nguyên nhân thất bại có một phần do Phùng Tập khinh địch gây ra.

## Nhận xét
Dương Hí tán rằng: Hưu Nguyên khinh khấu, tổn thời trí hại.
La Quán Trung có thơ tán rằng:
| “ | Phùng Tập, trung có một, Trương Nam, nghĩa không hai. Chiến trường đành bỏ xác, Danh tiếng để lâu dài! | ” |

## Trong văn hóa
Trong tiểu thuyết Tam quốc diễn nghĩa, Phùng Tập xuất hiện ở hồi 81. Lưu Bị muốn báo thù cho Quan Vũ, lấy Hoàng Trung làm tiền bộ tiên phong, Phùng Tập cùng Trương Nam làm phó tướng của Trung. Hai quân giằng co ở Nghi Đô, quân Hán đánh thắng mấy trận. Trương Nam, Phùng Tập bàn với Ngô Ban rằng: Hiện nay quân Ngô thua luôn mấy trận, ta nên thừa thế đến cướp trại. Ban đồng ý, hoàn thiện kế hoạch, cho lính của Tập sang trá hàng Chu Nhiên, nhằm dụ Nhiên ra để phục kích. Đêm hôm ấy, Phùng Tập, Trương Nam, Ngô Ban chia quân ba đường, cướp trại tướng Ngô là Tôn Hoàn, đẩy lui quân Ngô 50, 60 dặm.
Hoàng Trung đến trại Di Lăng, mới gặp Ngô Ban, Trương Nam, Phùng Tập thì quân Ngô đến đánh. Trung không nghe bọn Phùng Tập can ngăn, xách đao lên ngựa. Ngô Ban liền phái Tập ra trợ chiến. Sau khi Hoàng Trung qua đời, Lưu Bị dẫn quân tới Hào Đình, dựng liên doanh tránh nóng. Tôn Quyền lấy Lục Tốn làm đô đốc, bất ngờ dùng hỏa công đánh úp. Trại Phùng Tập bị Từ Thịnh tấn công, Thịnh sau đó bỏ sang truy kích Lưu Bị. Tập bèn tới Di Lăng tìm Ngô Ban, Trương Nam cầu cứu. Các tướng đang rút quân thì Tôn Hoàn trong thành lùa quân xông ra, truy binh ở đằng trước xông tới. Trương Nam, Phùng Tập hết sức xông pha cũng không sao ra được, đều chết trong loạn quân. Lưu Bị rút về thành Bạch Đế, hay tin Phùng Tập, Trương Nam, Phó Đồng, Trình Kỳ, Sa Ma Kha đều tử tiết, vô cùng thương xót.